# Medecticus goliath
Medecticus goliath är en insektsart som beskrevs av Boris Petrovich Uvarov 1923. Medecticus goliath ingår i släktet Medecticus och familjen vårtbitare. Inga underarter finns listade i Catalogue of Life.